# 項斑燈鱂
項斑燈鱂，為輻鰭魚綱鯉齒目鯉齒亞目花鳉科的其中一種，分布於非洲塞內加爾河至班戈河流域，體長可達7公分，棲息在沿岸半鹹水的河口區、沼澤、紅樹林，屬肉食性，生活習性不明，可作為觀賞魚。

## 擴展閱讀
維基物種上的相關：項斑燈鱂